# ويليام باول (سياسي بريطاني)
ويليام باول (بالإنجليزية: William Paul)‏ هو نقابي وسياسي بريطاني (وحمل سابقاً جنسية المملكة المتحدة لبريطانيا العظمى وأيرلندا)، ولد في 1884، وتوفي في 1958. حزبياً، نشط في Socialist Labour Party (UK, 1903) ‏ ( – 1920) والحزب الشيوعي في بريطانيا العظمى.